# The Etruscan Mask
The Etruscan Mask (titlu original: The Etruscan Mask) este un film american supranatural de groază din 2007 scris și regizat de Ted Nicolaou după o povestire de Roberto Bessi. Rolurile principale au fost interpretate de actorii Majlinda Agaj, Ulla Alasjarvi și Maylis Iturbide.
Filmat în Italia în 2006, filmul a fost lansat în 2007.

## Prezentare
Un grup de studenți internaționali de artă din Siena intră în contact cu un misterios obiect etrusc deținut de sinistrul Samuel Powell.

## Distribuție
- Majlinda Agaj	-	Jude
- Ulla Alasjarvi	-	Minerva
- Maylis Iturbide	-	Aurora
- Cristopher Jones	-	Părintele Cristopher
- Alex Nicolaou	-	Stanton
- Piero Ali Passatore	-	Mark (ca Piero Passatore)
- Andrea Redavid	-	Speed